# Пећко пиво
Пећко пиво (алб. Birra Peja) је марка пива које се производи у Пећи. Пећко пиво је основано 1971. године, док је 2010. приватизовано. Поред пиваре, Пећко пиво такође управља складиштима, транспортним и дистрибутивним објектима, као и филијалама на велико и мало на Косову и Метохији.